# سری آ ۱۷–۲۰۱۶
سری آ ۱۷–۲۰۱۶ (به‌دلایل اسپانسرینگ به‌عنوان سری آ TIM شناخته می‌شود) صد و پانزدهمین فصل فوتبال برتر ایتالیا، هشتاد و پنجمین دوره مسابقات رفت و برگشت و هفتمین از زمان سازماندهی آن تحت یک کمیتهٔ لیگ جدا از سری بی. یوونتوس مدافع عنوان قهرمانی بود. این فصل از ۲۰ اوت ۲۰۱۶ تا ۲۸ مه ۲۰۱۷ اجرا شد.
در ۲۱ مه، یوونتوس پس از پیروزی ۳–۰ خود مقابل کروتونه، ششمین قهرمانی متوالی و سی و سومین عنوان قهرمانی را با یک بازی پشت سر گذاشت.

## رویدادها
در ۱۴ آوریل ۲۰۱۶، اعلام شد که سری آ توسط هیئت بین‌المللی فوتبال برای آزمایش کمک‌داور ویدئویی، که در ابتدا برای فصل ۱۷–۲۰۱۶ خصوصی بودند، انتخاب شد و سپس به آنها اجازه داد تا به مرحله آزمایشی زنده با کمک بازپخش تبدیل شوند. حداکثر فصل ۱۸–۲۰۱۷. در مورد این تصمیم، کارلو تاوکیو، رئیس FIGC، گفت: «ما جزو اولین حامیان استفاده از فناوری در زمین بودیم و معتقدیم همه چیز لازم برای ارائه کمک به این آزمایش مهم را داریم.»
در ۲۹ آوریل ۲۰۱۶، کروتونه اولین صعود خود را به سری آ کسب کرد یک هفته بعد، کالیاری نیز پس از تنها یک سال حضور در سری بی، صعود کرد. در ۹ ژوئن ۲۰۱۶، پسکارا در پلی‌آف سری بی پیروز شد تا پس از ۳ سال غیبت به سری آ بازگردد.
در ۱۳ آوریل ۲۰۱۷، سیلویو برلوسکونی، رئیس تاریخی میلان، مالکیت باشگاه را به روسونری اسپورت اینوستمنت لوکس لوکزامبورگ، متولد چین، با لی یونگ‌هونگ به‌عنوان نماینده موقت، فروخت. نخست‌وزیر سابق پس از ۳۱ سال و ۲۹ جام از این باشگاه جدا شد.
در ۲۸ مهٔ ۲۰۱۷، فرانچسکو توتی، فوتبالیست افسانه‌ای آ اس رم، آخرین بازی خود را مقابل جنوا انجام داد.